# Skauting w Rumunii

## Historia

### Początki
Skauci w Rumunii pojawili się dosyć szybko. W 1913 roku pierwsze jednostki pojawiły się nie w stolicy, ale w jednym z większych miast, Braszowie. Niedługo potem drużyny skautowe zostały założone również w Bukareszcie. Szybko, ten nowy nurt wychowania młodzieży zdobył popularność i przyjmował do siebie coraz to większą liczbę chętnych. 
Największa zasługa rozpropagowania skautingu w Rumunii należy do licealnego nauczyciela Gheorga Murgoci, który to w lecie 1913 roku, będąc na wędrówce górskiej niedaleko Englitery spotkał na szklaku grupę chłopców, jak się potem okazało skautów z Braszowa, którzy pod naciskiem jego ciekawości opowiedzieli mu kim są i kto to jest Robert Baden-Powell. Murgoci, zachwycony nowym pomysłem na spędzanie czasu przez młodzież, rozpoczął zakładanie takich drużyn w różnych częściach kraju. Jego aktywność oraz sama popularność idei skautowych spowodowała, że na wiosnę roku 1914 w Rumunii istniała już zorganizowana grupa drużyn – Organizacja Skautów Rumuńskich, do której należało już blisko 3 000 skautów i skautek.
Głównym momentem, który najbardziej sformował tę organizację i ukształtował ją, był wybuch I wojny światowej w 1914 roku. Skauci z Rumunii byli najbardziej liczną grupą (takiego rodzaju), która zaangażowała się w walkę zbrojną podczas działań wojennych. Młodzież ta brała udział w działaniu szpitali polowych, łączności, pewna grupa starszych skautów nawet walczyła na pierwszej linii frontu. Do najchwalebniejszych działań z tamtego okresu należy organizowanie na zniszczonych terenach szkół i przedszkoli dla dzieci, aby zachować ciągłość przede wszystkim narodu.

### Okres międzywojenny
Aktywność skautów podczas wojny dała zaskakujące efekty. Po 1918 roku nastąpił prawdziwy boom skautowy. W roku 1925 liczba członków Organizacji Skautów Rumuńskich wzrosła do 30 000, skauting stał się coraz bardziej popularny, we wszystkich większych miastach znajdowały się drużyny i zaczynały także poszerzać swoją działalność także na tereny wiejskie. Skauting w Rumunii miał szansę stać się proporcjonalnie największy w całej Europie. Niestety dobrą, a wręcz świetną passę przekreśliły wydarzenia z końca lat trzydziestych, kiedy to w Rumunii (podobnie jak w Polsce w 1926 roku) dokonał się autorytarny zamach stanu, który zakończył okres kilkunastoletniej demokracji rumuńskiej. Nacisk władzy na skautów rósł z każdym dniem, miesiącem. W końcu w roku 1938 pod naciskiem partii rządzącej Organizacja Skautów Rumuńskich została zawieszona, a w końcu całkowicie rozwiązana.

### Czas upadku skautingu
Po II wojnie światowej nowej komunistycznej władzy wcale nie uśmiechało się wznawiać działanie skautingu, zwłaszcza w formie jaką miał on przed 1938 rokiem. Działały więc organizacje podobne do polskiego Związku Młodzieży Socjalistycznej, ale nie były one tak popularne jak skauting po 1918 roku.
Szansa na odrodzenie skautingu pojawiła się dopiero po przemianach w 1989 roku i po upadku komunizmu. I takie odrodzenie rzeczywiście ma miejsce dość szybko, bo już w 1990 roku. Grupa młodych ludzi (spokrewnionych z prawdziwymi rumuńskimi skautami z przeszłości) postanawia wskrzesić skauting w państwie Hrabiego Drakuli. Ostatecznie w roku 1993 na konferencji w Bangkoku Narodowa Organizacja Skautów Rumuńskich stała się członkiem Światowej Organizacji Ruchu Skautowego z zarejestrowanymi 5 000 członkami. 

## Teraźniejszość[kiedy?]
Aktualnie są tam 52 lokalne centra skautowe zrzeszające drużyny skautowe (odpowiednik naszych chorągwi), w każdym z 43 województw znajduje się przynajmniej jedno, w większych miastach zdarza się, że jest nawet po 3 centra, a w Bukareszcie jest ich aż 8. Skautem może zostać każda osoba mająca powyżej 7 lat, górna granica wieku nie istnieje. 
Posiadają dosyć specyficzny podział na grupy wiekowe. Skauci w wieku od 7 do 10 lat zwani są Małymi Wilczkami. Młodzież w wieku 11 – 14 lat to Temerariusze (nie można tego dobrze przetłumaczyć na język polski). Od 15 do 18 roku życia skauci to Odkrywcy. Wszyscy członkowie organizacji, którzy mają powyżej 18 lat są liderami. Każdy lider ma pod opieką jeden patrol (drużyny w Rumunii nazywają się patrolami), ale nie zawsze przypisany jest do niego cały czas ten sam patrol i może się zmienić skład, którym się zajmuje.
Każde lokalne centrum znacznie się od siebie różni. Najczęściej inne są ich drobne zwyczaje i obrzędy, choć niektóre centra mają własne specjalne mundury czy inne elementy ubioru. Są przypadki patroli, które odmiennie od przyjętej zasady, działają w jednym pionie wiekowym.
Wszystkie swoje zwyczaje, obrzędy czy pomysły na spędzanie czasu każde centrum może zaprezentować na dwóch corocznych narodowych zjazdach rumuńskich skautów.
Pierwszy z nich zwany Cupa Izvoarelor, co po polsku znaczy obóz wiosenny odbywa się na przełomie marca i kwietnia, zawsze w nowym miejscu, w innej części kraju. Zjazd ten zawsze odbywa się w formie szkoły przetrwania i położony jest nacisk na tzw. techniki harcerskie, przede wszystkim terenoznawstwo, łączność czy survival. Biorą w nich udział skauci powyżej 14 roku życia, a górną granicą jest pełnoletniość (nie licząc liderów patroli). Drugi obóz zwany jest Bipiloniada, odbywa się on na cześć założyciela skautingu. Nie ma stałego terminu, w którym się on odbywa – może być zarówno w styczniu, w czerwcu jak i w grudniu. Ten zlot harcerzy różni się od wiosennego obozu przede wszystkim formą. Jest to wyjazd, jak mówią uczestnicy, bardziej luźny i na którym szczególny nacisk położony jest na prezentowanie przez skautowe centra z całej Rumunii swoich zwyczajów i działań.